# Švihov (hrad)
Švihov je gotický vodní hrad nacházející se ve městě Švihov v okrese Klatovy. Hrad je chráněn jako národní kulturní památka. Je ve vlastnictví státu (správu zajišťuje Národní památkový ústav) a je přístupný veřejnosti.

## Historie

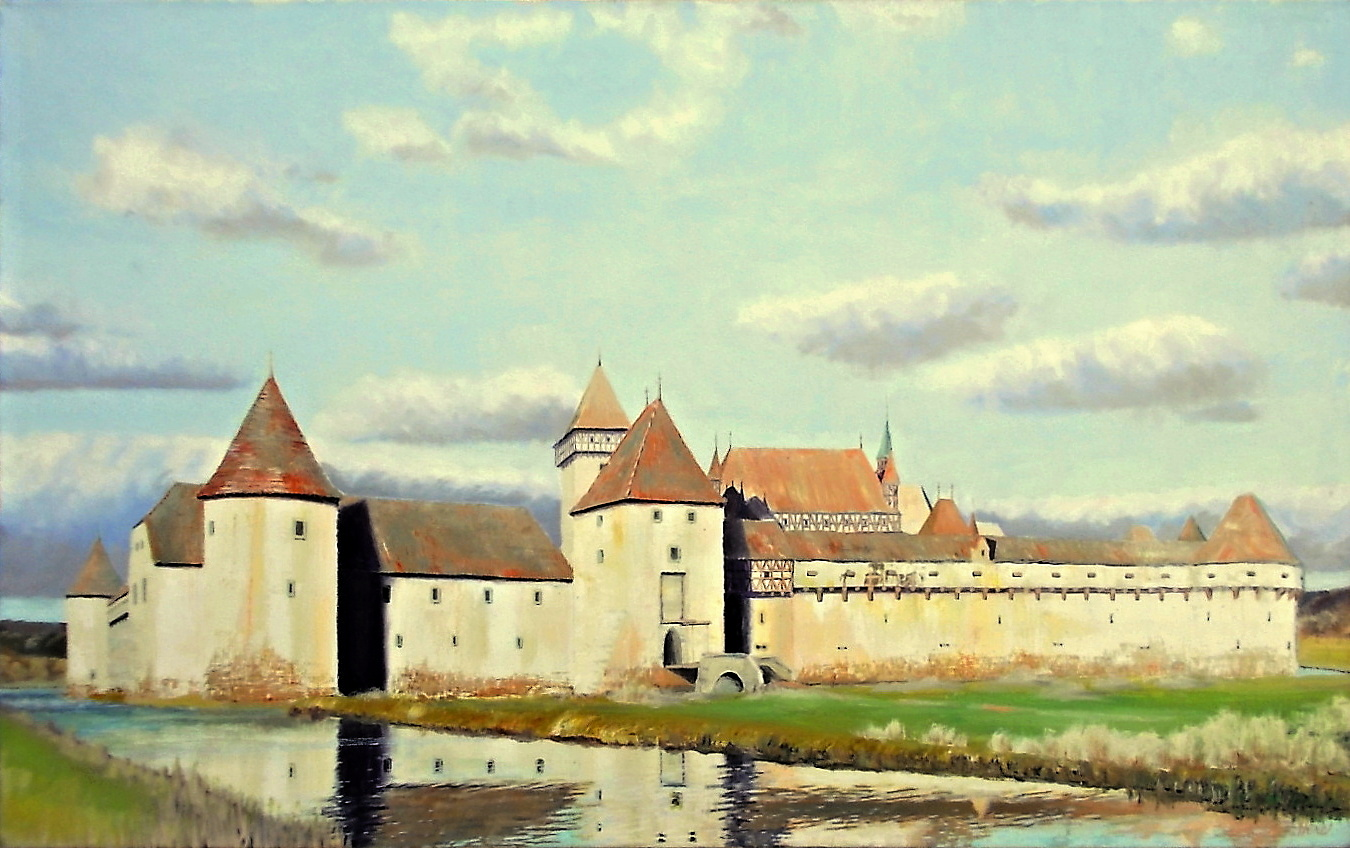
Hypotetická podoba hradu – Podzim na Švihově (L. Herc)

Zakladatelem hradu, který je poprvé zmiňován v roce 1375, byl rod Švihovských z Rýzmberka. Během husitských válek byl v majetku Viléma III. Švihovského z Rýzmberka, který spolu s bratrem Janem, sídlícím na hradě Rabí, patřil k předním odpůrcům husitů v západních Čechách. V rámci odvetné operace proti Rýzmberkům byl Švihov roku 1434 obléhán husitským vojskem a jeho posádka se vzdala až po vypuštění hradních příkopů. Vilém se pak na hrad roku 1436 navrátil a patrně zde také dožil.
V letech 1480–1489 (v době vlády krále Vladislava Jagellonského) na příkaz tehdejšího majitele panství Půty Švihovského z Rýzmberka, syna Viléma III., byl nákladně přestavěn ve slohu pozdní gotiky. V dostavbě opevnění po jeho smrti pokračovali jeho synové, kteří si na stavbu pozvali známého architekta Benedikta Rejta. Po rodu Švihovských hrad v roce 1548 převzali Kavkové z Říčan, jejich špatné hospodaření je ale již v roce 1598 donutilo hrad prodat rodu Černínů z Chudenic. Poté přišla třicetiletá válka. Hrad tehdy bezúspěšně obléhala švédská vojska.
Po válce, zřejmě ze strachu před možnou „nedobytnou líhní protihabsburského odporu“, vydal habsburský císař Ferdinand III. nařízení k demolici hradu. Díky neustálému oddalování k ní však v plném rozsahu nikdy nedošlo, byla pouze pobořena část hradeb a zasypána většina vodních příkopů. Hradní paláce, kaple a zbylé bašty byly později změněny na panskou sýpku, kvůli čemuž hrad na jednu stranu chátral, na druhou stranu jej to ale i ochránilo od rozsáhlejších přestaveb. V držení rodu Černínů zůstal švihovský hrad s malými přestávkami v době po vzniku Československa až do roku 1945, kdy byl na základě Benešových dekretů konfiskován.
Československý stát převzal významnou historickou památku v dezolátním stavu. Již v roce 1950 začaly programové rekonstrukční práce, na svou dobu velmi pokrokové, a to pod vedením architekta a památkáře Břetislava Štorma. Došlo k citlivé sanaci některých fasád, vyčištění interiérů, obnově původních výmaleb a k vytvoření náznakové instalace z nábytku pocházejícího z jiných objektů. Z původního mobiliáře se totiž na hradě dochovaly pouze části vybavení hradní kaple, především čtyři busty svatých církevních otců Ambrože, Augustina, Jeronýma a Řehoře. Po roce 1990 bylo na hradě provedeno několik dílčích nevhodných pokusů o regotizaci, větší opravy se ale realizovaly po povodních v srpnu 2002, kdy došlo na základě archeologického průzkumu například k obnovení části vnějšího opevnění tak, aby obnovená hradební zeď sloužila zároveň jako protipovodňová bariéra. V dalších letech došlo k obnově původních gotických fasád kaple a severního paláce pod vedením architekta a památkáře Václava Girsy. V letech 2014–2016 byla opravena vstupní věž jádra hradu a poprvé v historii kompletně zpřístupněna veřejnosti.
Hrad je spravován Národním památkovým ústavem, územní památkovou správou v Českých Budějovicích a je přístupný veřejnosti. Kromě toho slouží jako lokální kulturní středisko, pořádají se zde svatby, výstavy, konference, plesy nebo koncerty. Hrad je oblíbený také jako filmová lokace. V roce 1973 se zde natáčela pohádka Tři oříšky pro Popelku, na hradě vznikly především scény zasazené na hospodářský dvůr, kde Popelka žije. Na švihovském hradě se natáčel také film Šašek a královna nebo pohádka Tři životy.
V roce 2013 se v těsné blízkosti konal Obrok, setkání českých skautů. Každoročně se ve Švihově koná hudební festival Hrady CZ.

## Architektura

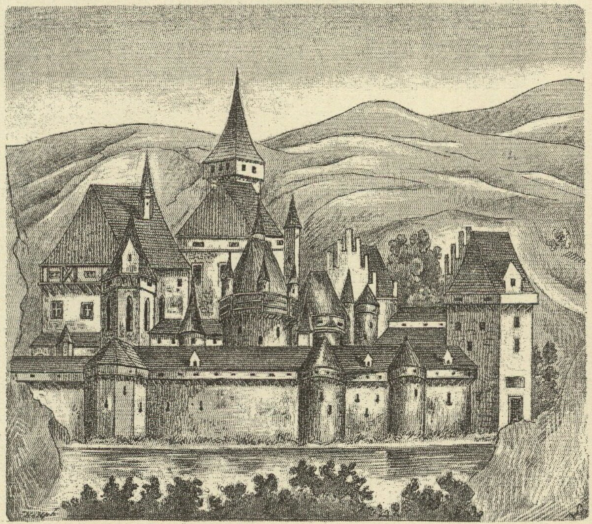
Hrad Švihov v 16. století

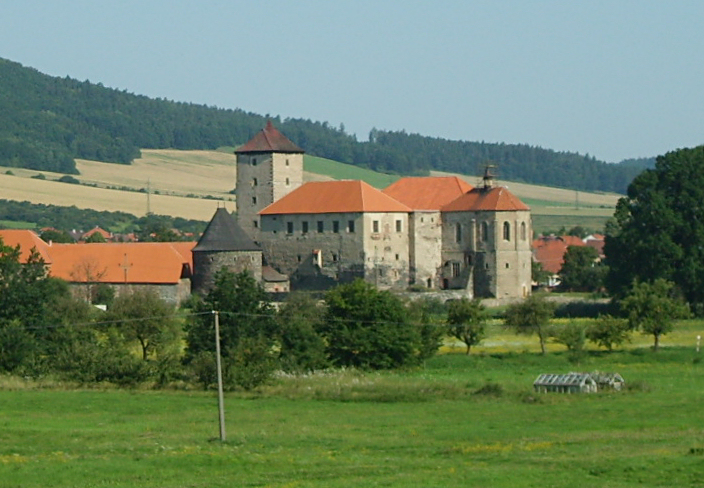
Celkový pohled na hrad

Jádro hradu tvoří dva obytné paláce, pětipatrová vstupní věž a hradní kaplí postavená na polygonální obranné baště. Pouze zčásti zůstala zachovaná vnitřní hradba se čtyřmi okrouhlými nárožními baštami: Červenou (dochována včetně původních fresek), Bílou (dochována zčásti, obnovena v 2. polovině 20. století), Zelenou (dochována zhruba v úrovni přízemí) a Zlatou (dochována pouze v základech, odkrytých v roce 1951). Klasické prvky charakteristické pro gotickou architekturu (lomené oblouky bran nebo oken kaple) se na hradě potkávají s prvky pozdní gotiky a přicházející renesance (členěná obdélná okna tanečních sálů, sgrafitová výzdoba fasád). Rovněž interiéry odpovídají na svou dobu moderním palácům, v obytných místnostech například již nejsou k vidění krby, hrad byl vytápěn kachlovými kamny (ta se však žádná nedochovala, doložena jsou z archeologických nálezů a stavebního průzkumu).
V Červené baště se zachovalo torzo nástěnné malby z přelomu 15. a 16. století, jejímž autorem by mohl podle některých znaků být Mistr nástěnné žirovnické malby.
Hrad chránily dva okruhy hradeb a dva vodní příkopy, jež z vnější strany přiléhaly k oběma hradbám. Vnitřní příkop se dochoval pouze v terénních náznacích, a to především v západní části před vstupní věží, vnější příkop se ve své západní části dochoval v kompletní podobě, neboť tato část vodních příkopů sloužila zároveň jako náhon pro nedaleký švihovský mlýn. 
V případě potřeby mohlo být pro obranu hradu velmi rychle zatopeno také široké okolí hradu vodou z řeky Úhlavy.

## Hradní kaple
Hradní kapli Nanebevzetí Panny Marie nechal postavit Půta ze Švihova mezi lety 1480–1489. Je to samostatná stavba vystupující z hradebního polygonu do východního parkánu. Původně byla založena na baště, pod kterou býval hradní příkop, který byl však v 15. století z neznámých důvodů zazděn. Tento typ kaple je v České republice ojedinělý, dále je znám už jen na hradech Rábí a Velhartice. Exteriér kaple zůstal víceméně nepoškozen, kaple však byla výrazněji poškozena zevnitř, v roce 1890 se však dočkala rekonstrukce interiéru.

## Návštěvnost
| Rok  | Počet návštěvníků |
| ---- | ----------------- |
| 2015 | 32 066            |
| 2016 | 34 199            |
| 2017 | 32 770            |

## Hrad ve filmu
- Odkaz hříšnice (německy Das Vermächtnis der Wanderhure, 2012, režie: Thomas Nennstiel)
- Soumrak templářů (anglicky Knightfall, 3. díl první série (Černý vlk a bílý vlk), 2017, režie: Douglas Mackinnon)
- Tři oříšky pro Popelku,1973, režie: Václav Vorlíček
- Tři životy, 2007, režie: Jiří Strach

## Galerie

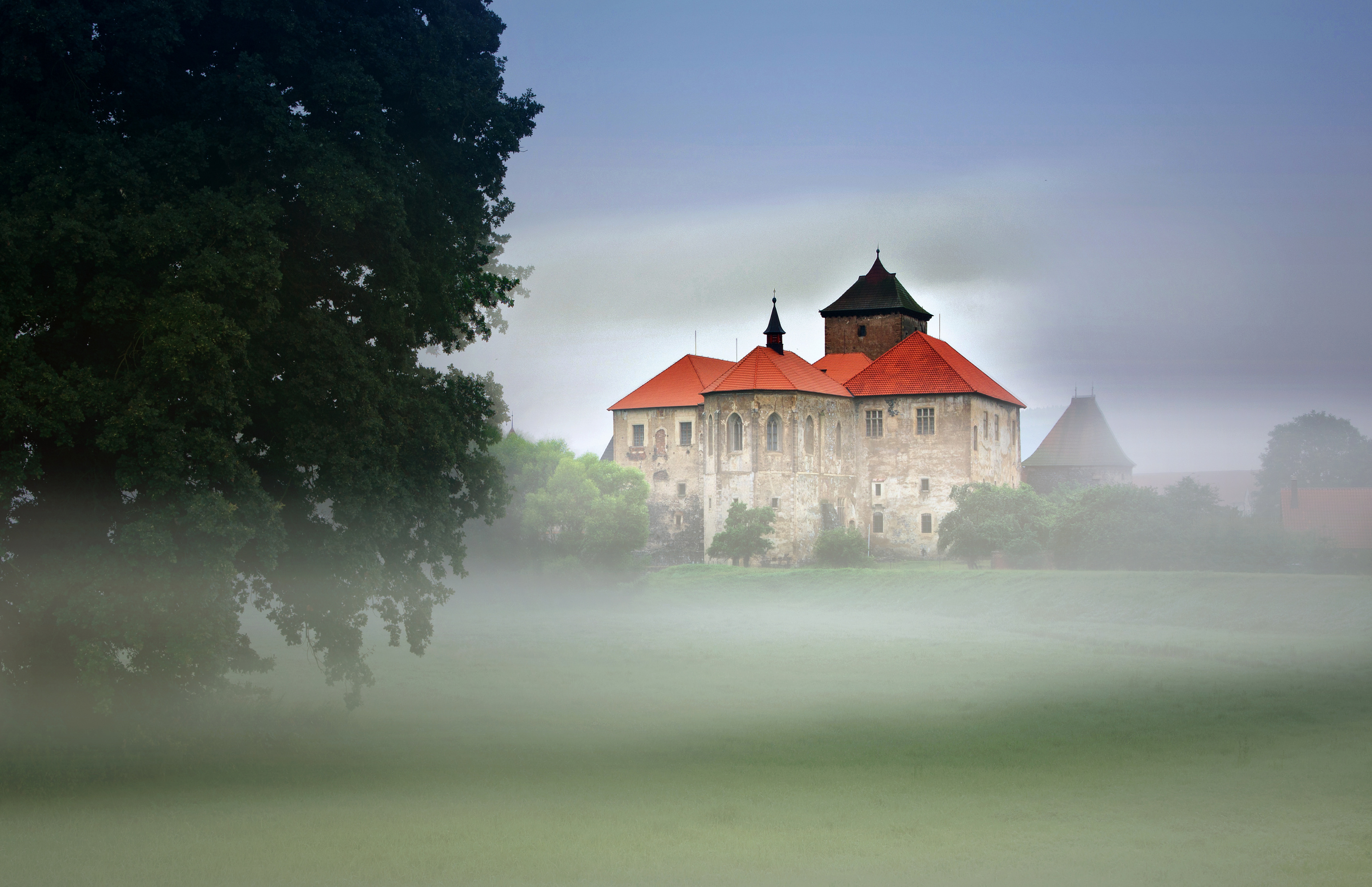
Ráno u hradu Švihov
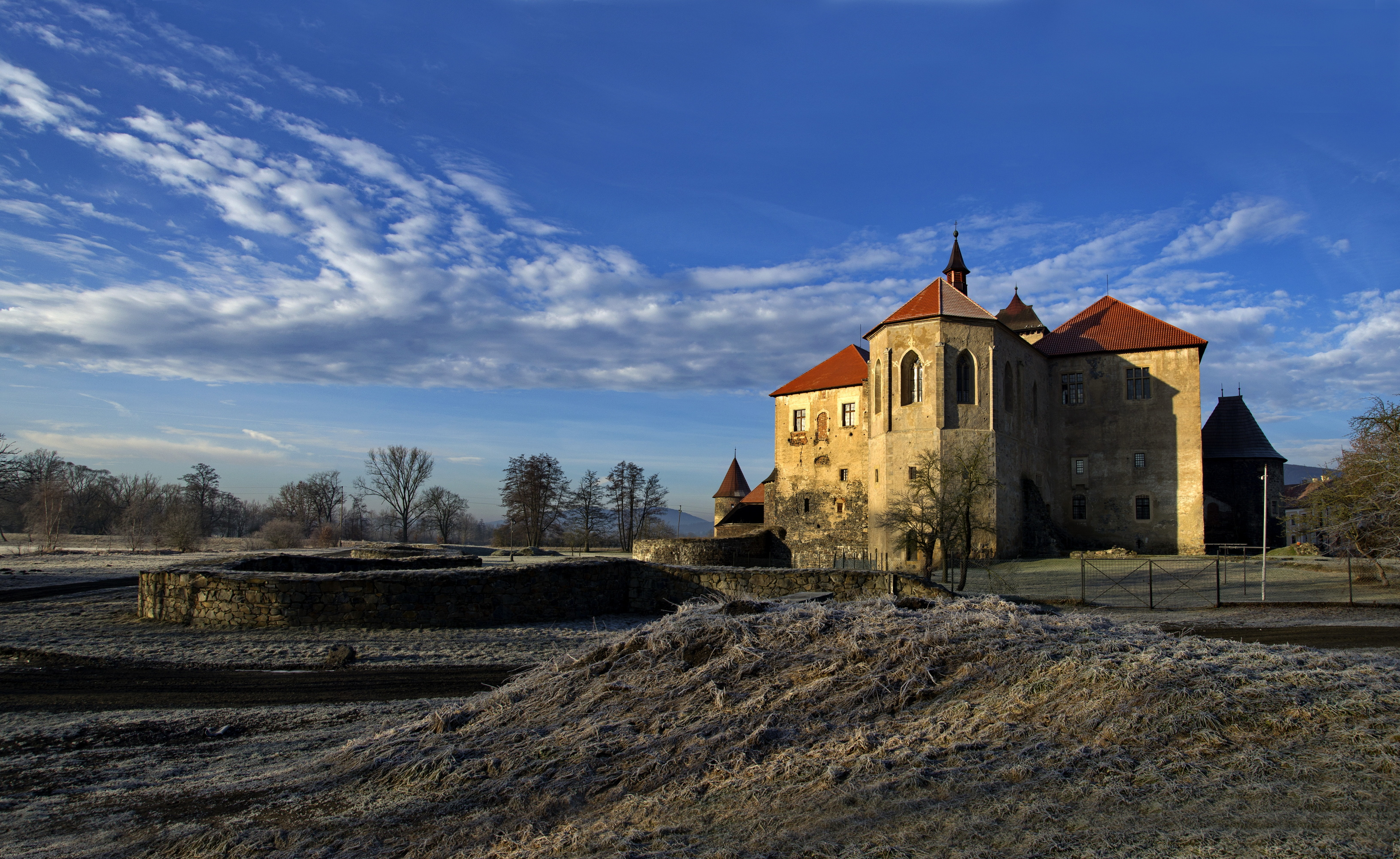
Hrad Švihov od východu
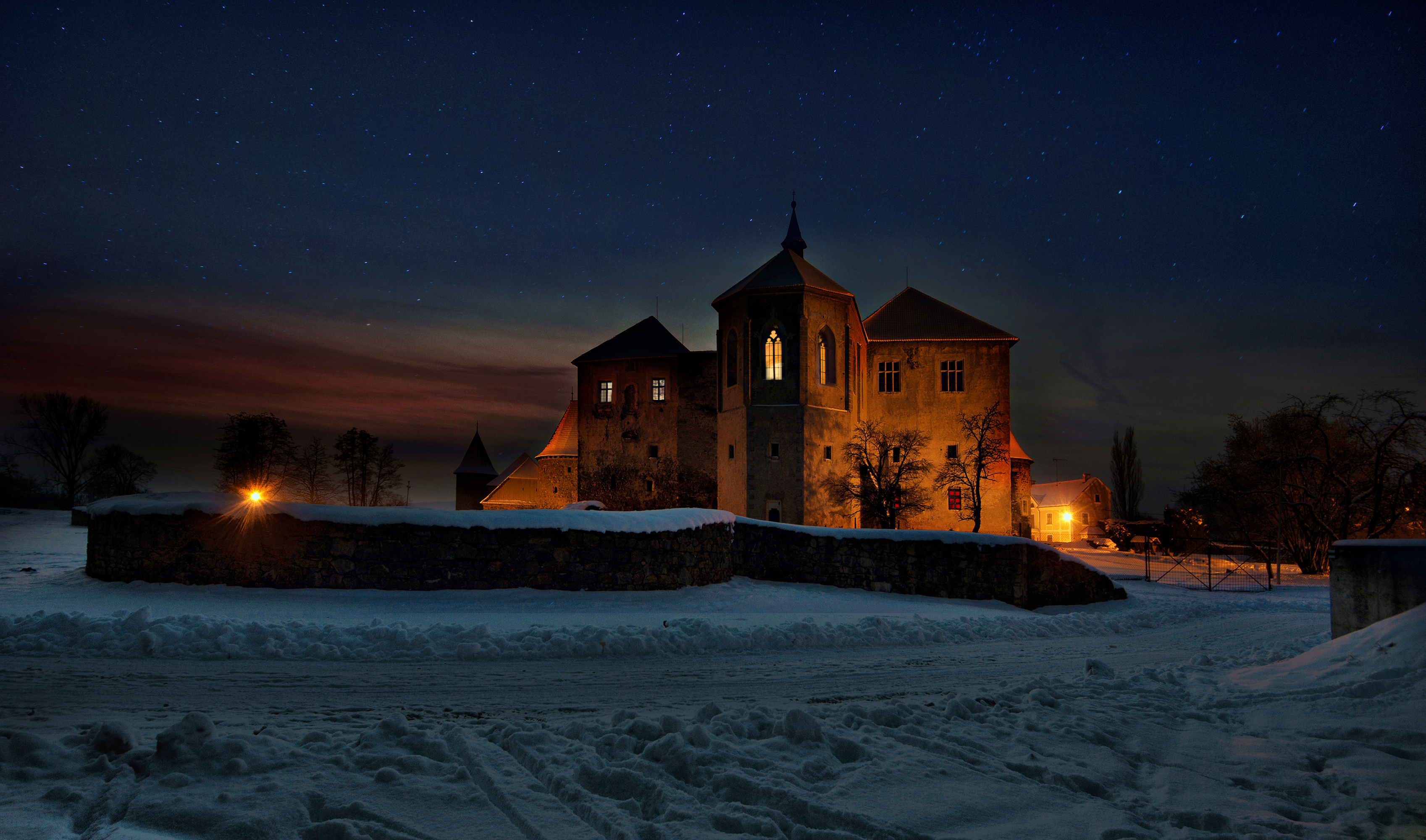
Švihov v noci
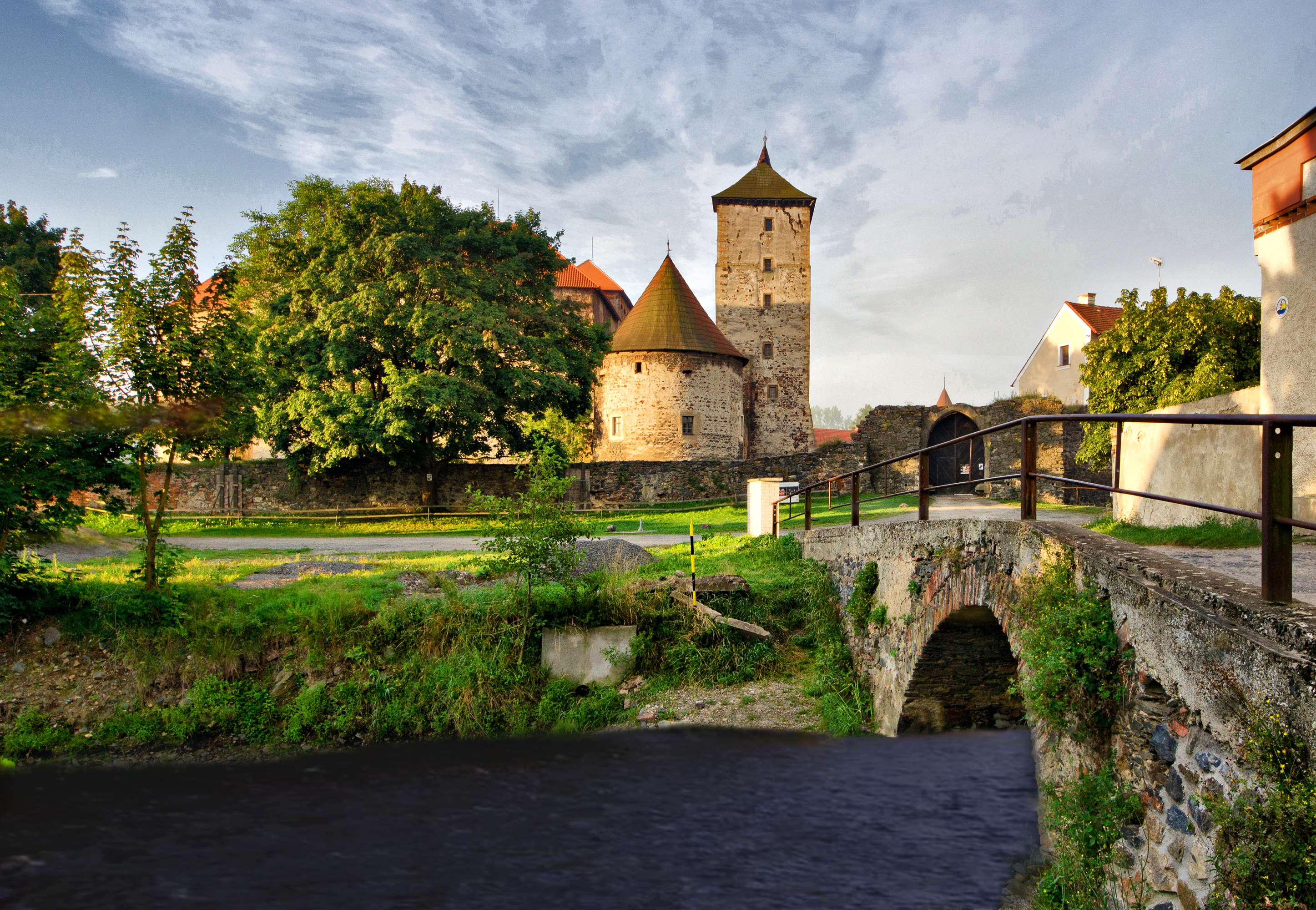
Pohled od severu
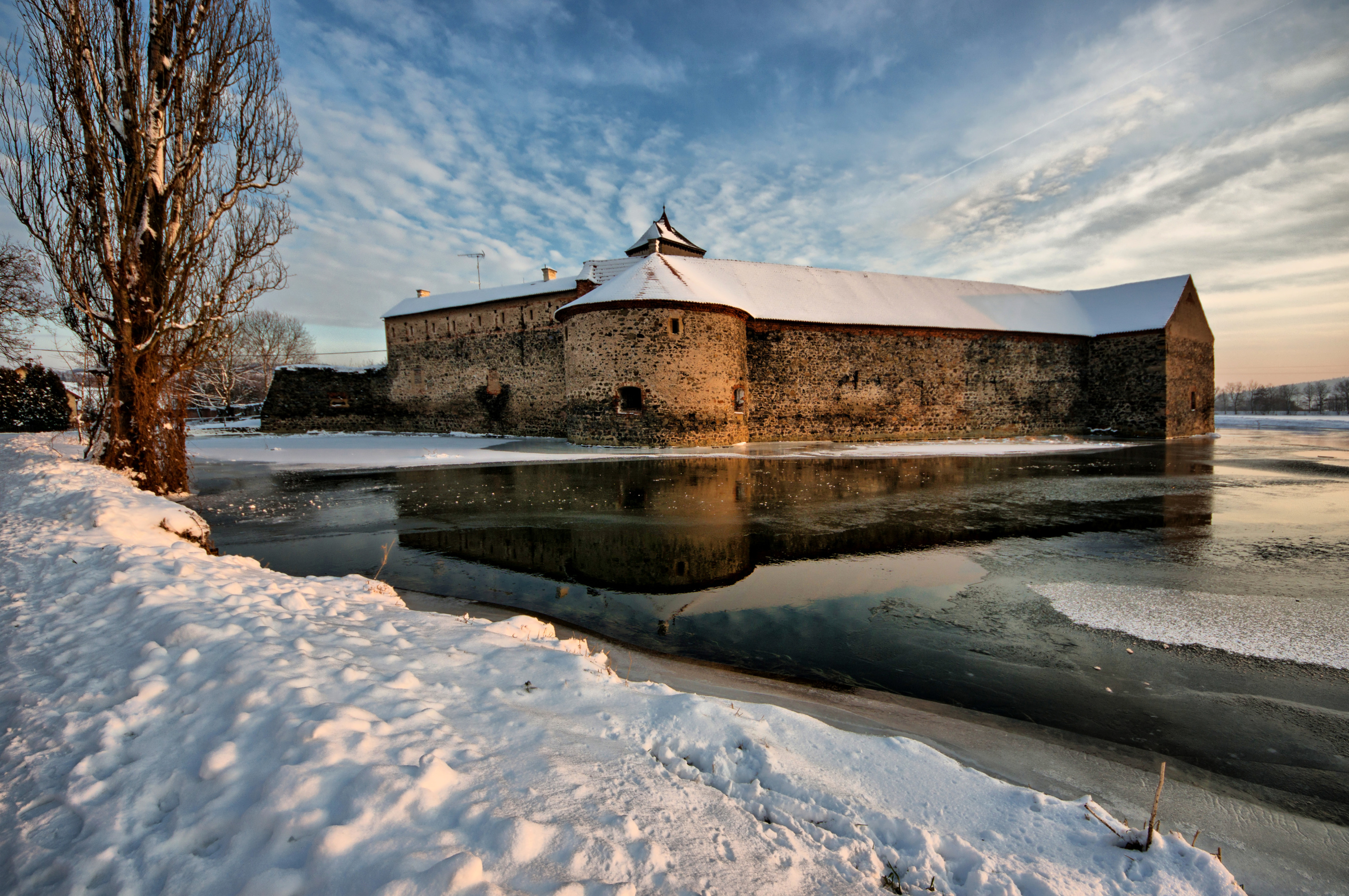
Zimní pozdní odpoledne u hradu Švihov
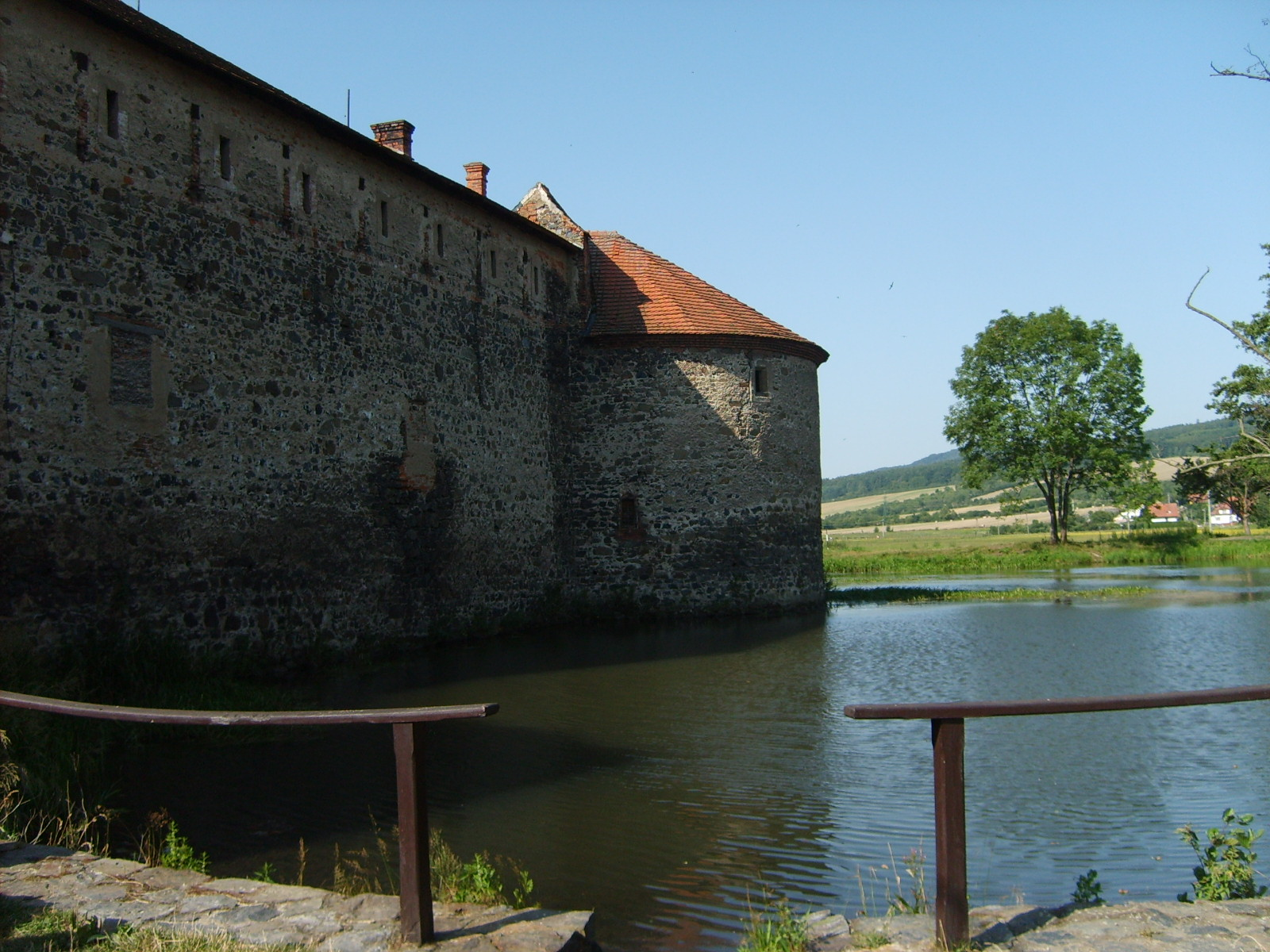
Vodní příkop s baštou
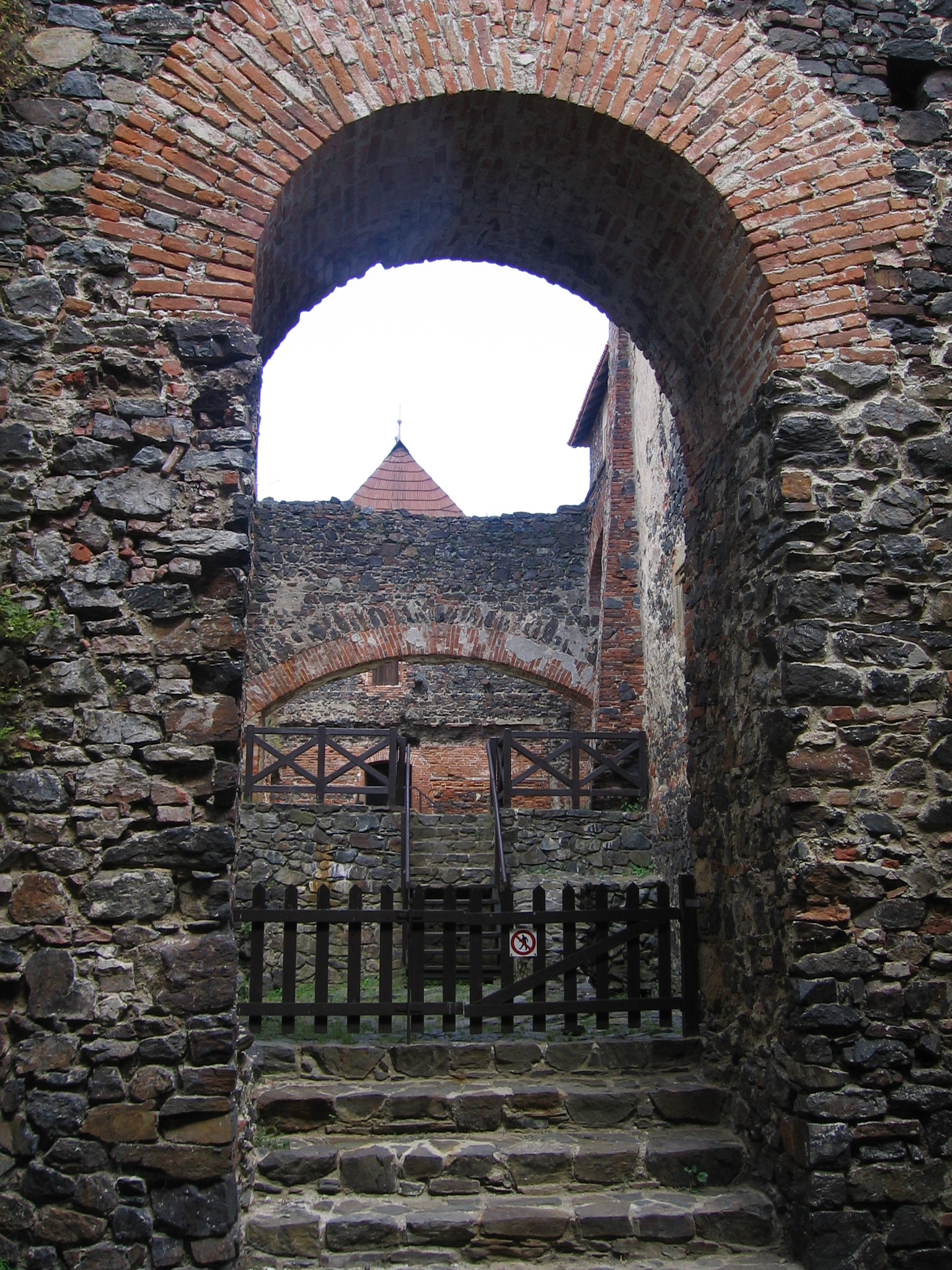
Parkán
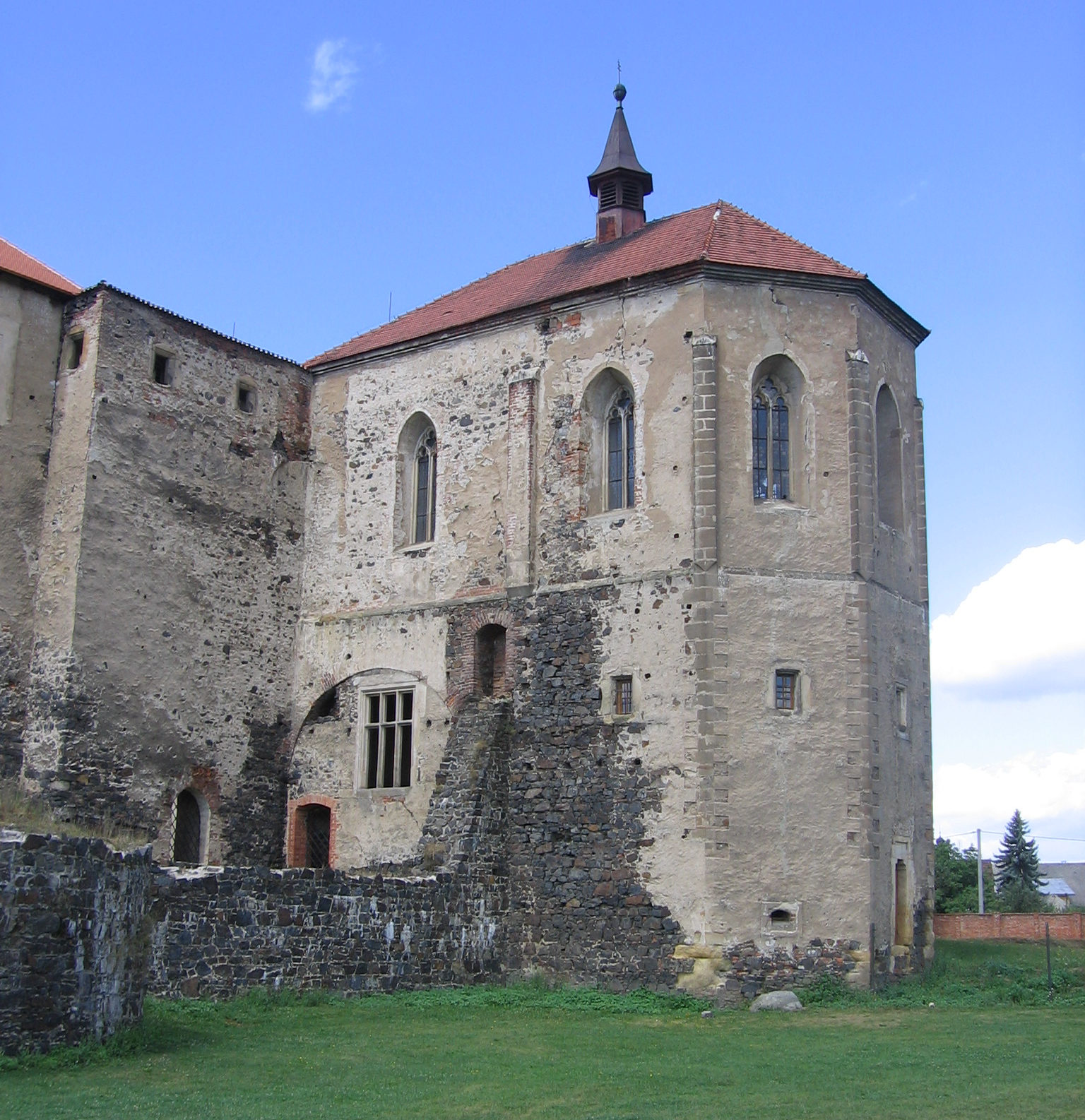
Hradní kaple
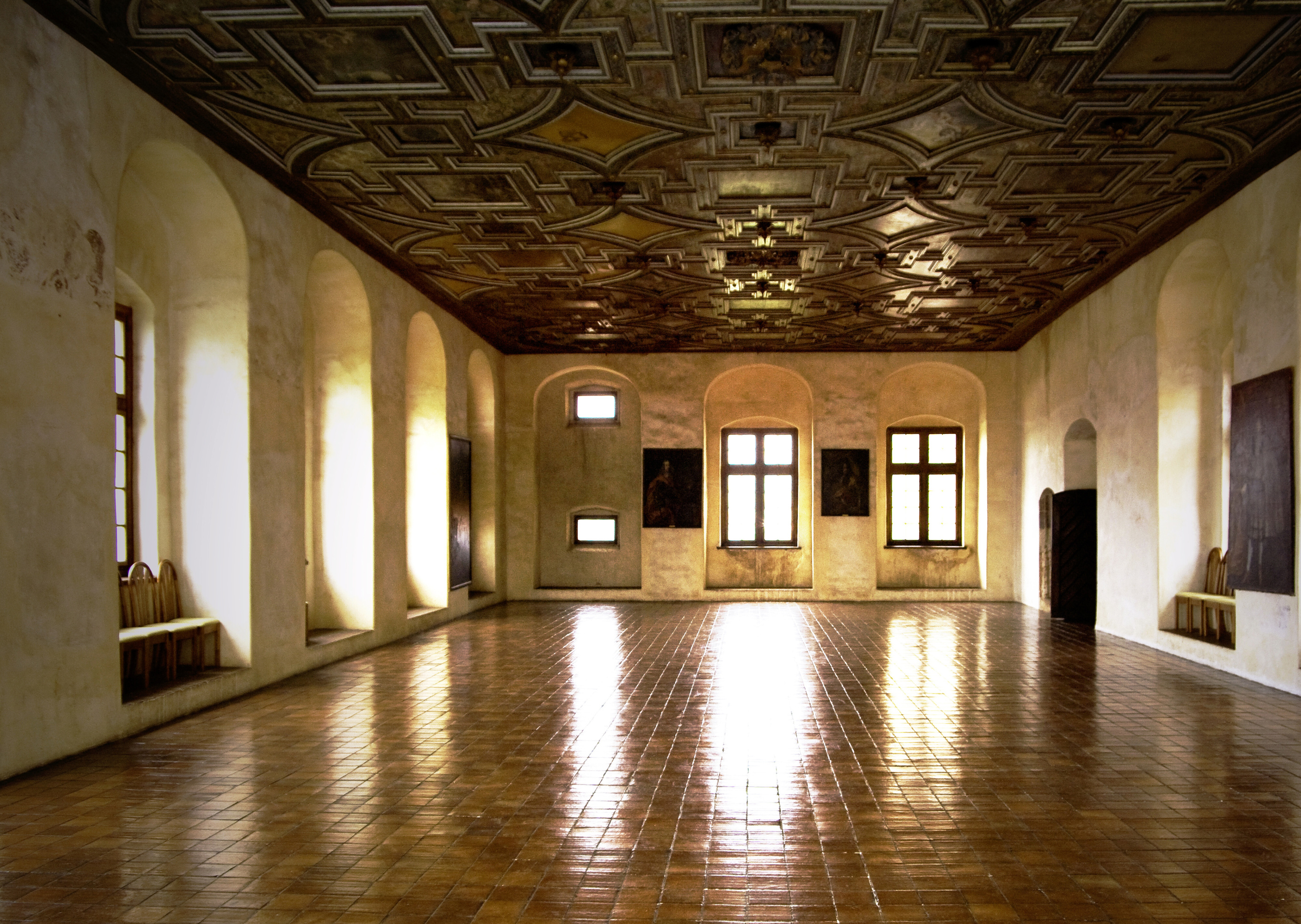
Taneční sál
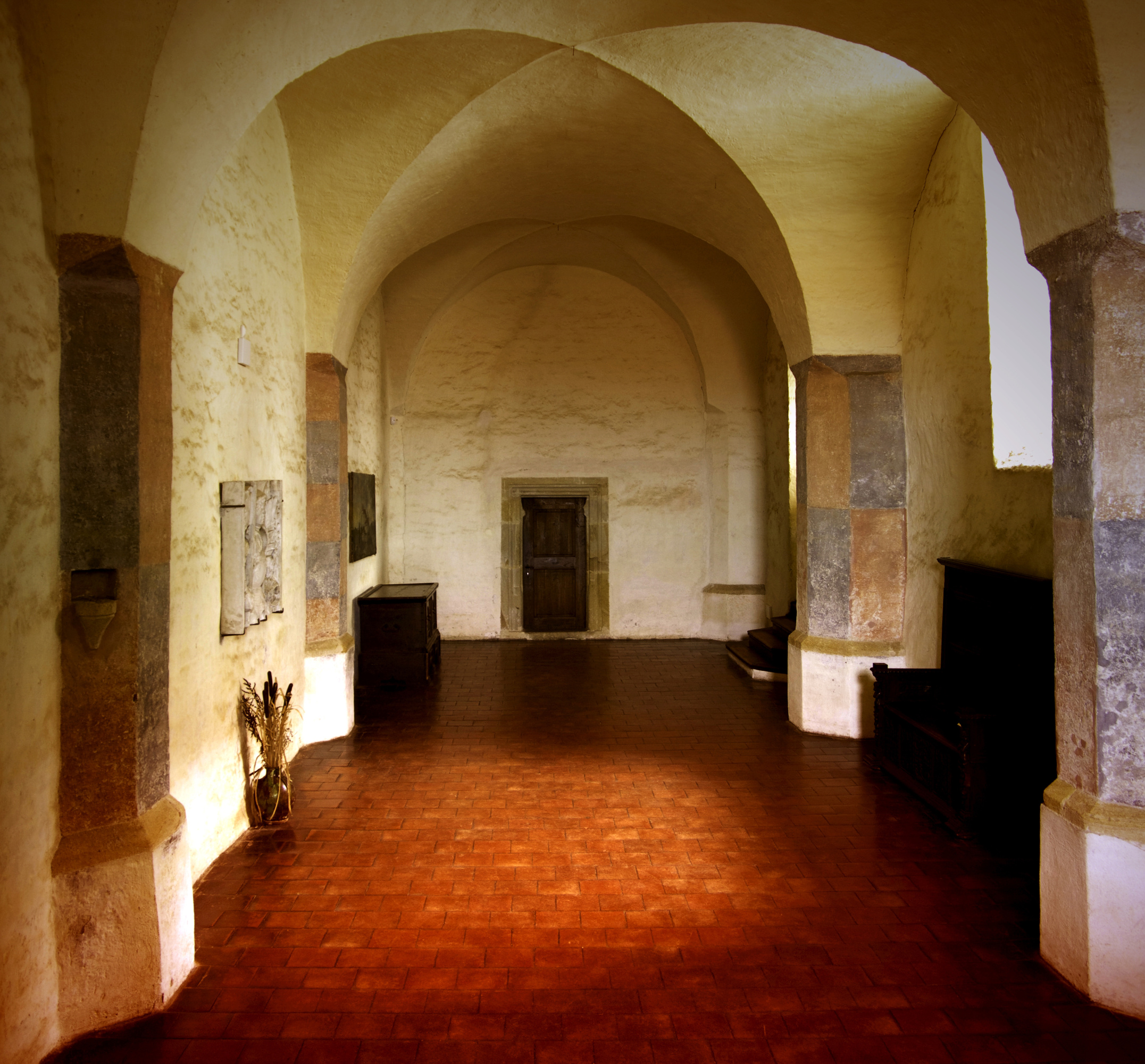
Vstupní síň